# GMC Syclone
GMC Syclone – samochód osobowy typu pickup klasy średniej wyprodukowany pod amerykańską marką GMC w 1991 roku.

## Historia i opis modelu

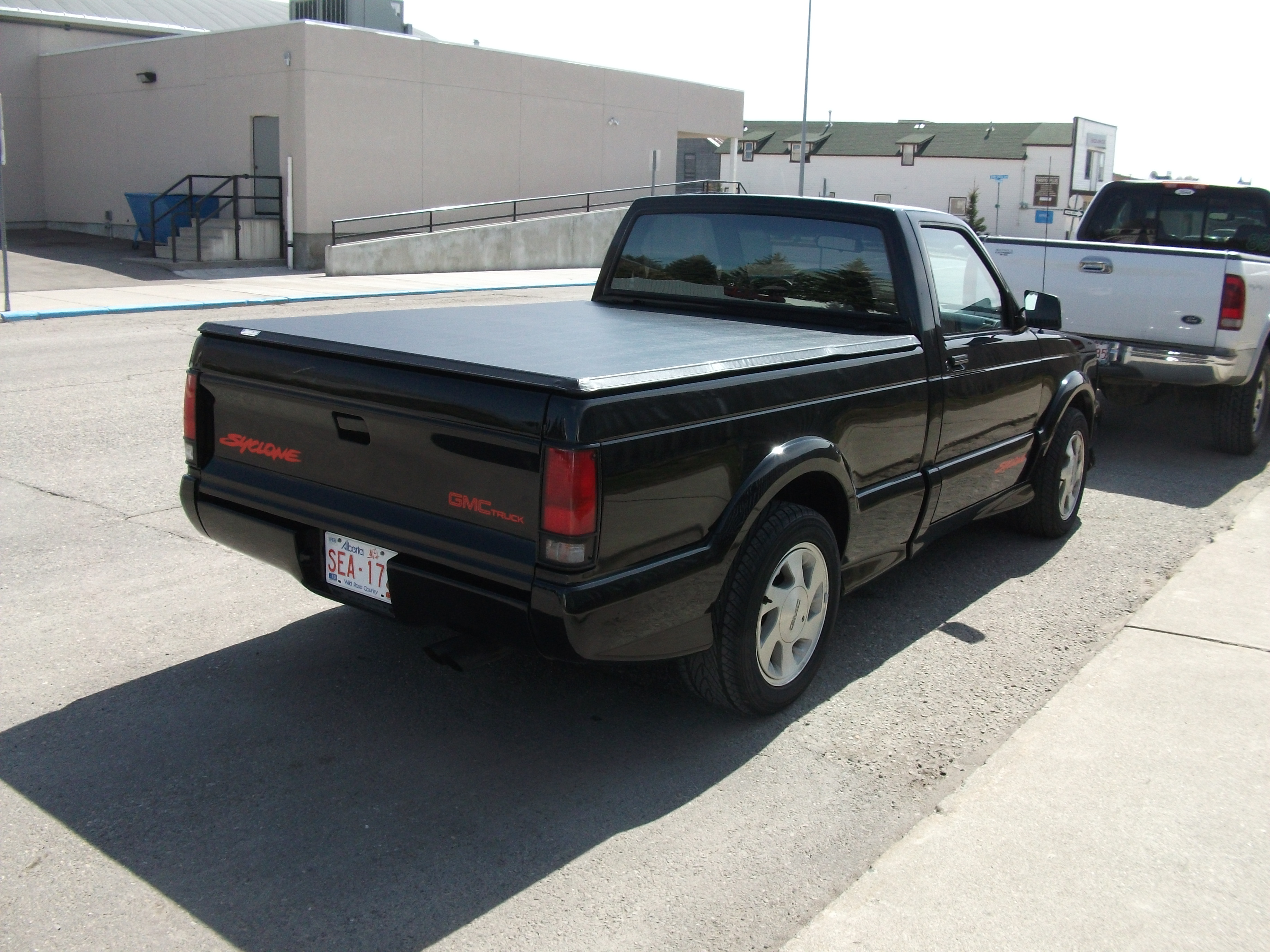
GMC Syclone - tył

Syclone było sportową odmianą modelu Sonoma, będąc zarazem blisko spokrewnionym z SUV-em Typhoon. Model dostępny był wyłącznie w wersji 2-drzwiowej. Do napędu użyto turbodoładowanego silnika V6 o pojemności 4,3 litra. Moc przenoszona była poprzez 4-biegową automatyczną skrzynię biegów na obie osie.

### Silnik
- V6 4,3 l (4293 cm³), turbo
- Układ zasilania: wtrysk EFi
- Średnica cylindra × skok tłoka: 93,60 × 88,39 mm
- Stopień sprężania: 8,35:1
- Moc maksymalna: 284 KM (209 kW) przy 4400 obr./min
- Maksymalny moment obrotowy: 475 N·m przy 3600 obr./min

### Osiągi
- Przyspieszenie 0-100 km/h: 4,9 s
- Czas przejazdu pierwszych 400 m: 13,6 s